# Verkiezingen voor het Europees Parlement 2014/Kandidatenlijst/PVDA+
Dit is de kandidatenlijst voor de Partij van de Arbeid van België voor de Europese verkiezingen van 2014.

## Effectieven
1. Tim Joye
2. Lydie Neufcourt
3. Tony Fonteyne
4. Diane Vangeneugden
5. Mohamed Ali
6. Letizia Puzzello
7. Raf Jespers
8. Lieve Peeters
9. Thomas Weyts
10. Angel Weetjens
11. Heidi Walgraeve
12. Han Soete

## Opvolgers
1. Jo Cottenier
2. Riet Verspreet
3. Olivier Winants
4. Mieke Van De Ven
5. Peter Degand
6. Lucie Van Crombrugge
7. Johan Hoebeke